# IC 4273
IC 4273 је лентикуларна галаксија у сазвјежђу Хидра која се налази на листи објеката дубоког неба у Индекс каталогу.
Деклинација објекта је - 28° 53' 38" а ректасцензија 13h 31m 29,8s. Привидна величина (магнитуда) објекта IC 4273 износи 14,2 а фотографска магнитуда 15,2. IC 4273 је још познат и под ознакама ESO 444-65, MCG -5-32-35, PGC 47552.